# Hinata Miyazawa
Hinata Miyazawa (宮澤 ひなた, Miyazawa Hinata, Minamiashigara, 21 november 1999) is een Japans voetbalster die als aanvaller speelt bij MyNavi Sendai en de nationale ploeg van Japan.

## Carrière

### Clubcarrière
Miyazawa begon haar carrière in 2018 bij Nippon TV Beleza. Met deze club werd zij in 2018 kampioen van Japan.

### Interlandcarrière
Miyazawa nam met het Japans nationale elftal O17 deel aan het WK onder 17 in 2016 en Japan behaalde zilver op het wereldkampioenschap. Zij nam met het Japans nationale elftal O20 deel aan het WK onder 20 in 2018 en Japan behaalde goud op het wereldkampioenschap.
Miyazawa maakte op 11 november 2018 haar debuut in het Japans vrouwenvoetbalelftal tijdens een vriendschappelijke wedstrijd tegen Noorwegen. 

## Statistieken
| Japans vrouwenvoetbalelftal | Japans vrouwenvoetbalelftal | Japans vrouwenvoetbalelftal |
| Jaar                        | Wed.                        | Dlp.                        |
| --------------------------- | --------------------------- | --------------------------- |
| 2018                        | 1                           | 0                           |
| 2019                        | 1                           | 0                           |
| Totaal                      | 2                           | 0                           |